# Microdochium caespitosum
Microdochium caespitosum är en svampart som beskrevs av B. Sutton, Piroz. & Deighton 1972. Microdochium caespitosum ingår i släktet Microdochium, ordningen kolkärnsvampar, klassen Sordariomycetes, divisionen sporsäcksvampar och riket svampar.   Inga underarter finns listade i Catalogue of Life.